# ADATS
Az ADATS (feloldva Air Defense Anti-Tank System, „légvédelmi, harckocsielhárító rendszer”) svájci–amerikai fejlesztésű, kétfunkciós önjáró rövid hatótávolságú rakétarendszer, amelyet a svájci Oerlikon és az amerikai Martin Marietta fejlesztett ki és gyártott, az amerikai M113A2 bázisjármű felhasználásával. Az Egyesült Államok hadereje MIM–146 ADATS néven tervezte rendszeresíteni. Az ADATS rakétája lézervezérlésű, maximális hatótávolsága 10 kilométer, a két funkciót a fejbe szerelt infravörös tartományban is üzemelő torony révén érték el, televíziós kapcsolattal. A hordozójármű felderítő radarja körülbelül 25 kilométerig eredményes.
Az első teszteket 1981 júniusában végezték, Kanada volt az első üzemeltető országa, 36 darab M113 alváz felhasználásával, hadrendbe 1986-ban állt. A további fejlesztéseket a québeci új gyáregységben végezték. AZ amerikai hadsereg az M2 Bradley alváz felhasználásával kezdte meg a teszteket, azonban a hidegháború befejezésével a rendszeresítését törölték, miután a svájci Oerlikon 1 milliárd frankot költött a fejlesztésre. Számos prototípust rendszeresített a kanadai hadsereg, további fejlesztések elvégzésére. Az M113 és a Bradley mellett a svájci MOWAG Shark 8×8 hajtásképletű (Piranha) alvázra is felszerelték, valamint a brit Warrior MICV lövészszállítót is felhasználták hordozójármű tesztekre.
Nemzetközi sikere azonban elmaradt: a kanadai haderőn kívül a thaiföldi hadsereg rendszeresítette kis számban a Skyguard tűzvezető rendszerrel. Az amerikai hadsereg széleskörű tesztsorozatot indított és hadrendi számot is kapott a rendszer, 387 darabot terveztek rendszerbe állítani a Forward Area Air-Defense (FAAD) program keretében. Azonban bonyolult időjárási körülmények között nem működött megfelelően, így a tesztek lezárását követően nem kötöttek vásárlási szerződést. Görögország érdeklődését is felkeltette, azonban végül az orosz Tor („Tórusz”) rendszer mellett döntöttek.
A kanadai haderő átfogó modernizációs programot kezdeményezett a 2000-es évek első felében, 2005-ben, Multi-mission Effect Vehicle (MMEV) néven. Hordozójárműnek a szintén kanadai LAV III-at választották, melyet az amerikai hadsereg is rendszeresített Stryker néven. Új, 3D radarral és kis költségű, 70 mm-es légvédelmi rakétákkal (low-cost precision kill, LCPK) szerelték fel, új harctértámogató számítástechnikai rendszert alkalmaztak, köztük Link 11/16 adatkapcsolattal és képessé tették az ISTAR (Intelligence, surveillance, target acquisition, and reconnaissance) rendszerbeni alkalmazásra is. Mégis, 2006 júliusában a kanadai haderő felsővezetése a program leállítását javasolta, végül az összes járművet kivonták az aktív állományból 2006 év végére.

## Fordítás
- Ez a szócikk részben vagy egészben  az   ADATS című angol Wikipédia-szócikk ezen változatának fordításán alapul.  Az eredeti cikk szerkesztőit annak laptörténete sorolja fel. Ez a jelzés csupán a megfogalmazás eredetét és a szerzői jogokat jelzi, nem szolgál a cikkben szereplő információk forrásmegjelöléseként.